# نبردهای بدون افتخار و انسانیت (فیلم)
نبردهای بدون افتخار و انسانیت (به ژاپنی: 仁義なき戦い, Jingi Naki Tatakai)، یک فیلم یاکوزایی ژاپنی محصول ۱۹۷۳ به کارگردانی کینجی فوکاساکو است.فیلمنامه کازوئو کاساهارا مجموعه‌ای از مقاله‌های روزنامه‌نگار روزنامه‌نگار کویچی آیبوشی را اقتباس می‌کند، که بازنویسی دست‌نویسی بود که در اصل توسط یاکوزا کوزو مینو نوشته شده بود. این اولین فیلم از یک مجموعه پنج قسمتی است که فوکاساکو در یک بازه زمانی تنها دو سال ساخته است.